# Nova (radiostation)
 For alternative betydninger, se Nova. (Se også artikler, som begynder med Nova)
NOVA er en kommerciel radiostation ejet af Bauer Media Danmark, et datterselskab af tyske Bauer Media Group.
Bauer Media overtog radiostationen i april 2015 fra SBS Radio, som tilhørte ProSiebenSat.1 Media. NOVA begyndte sine udsendelser den 8. september 2008.

## Historisk udvikling
SBS Broadcasting købte rettighederne til den femte jordbaserede FM-radiokanal den 28. april 2008, efter TV 2 solgte sin FM-radiokanal fra. Salget skyldtes TV 2 Radios beskedne lyttertal og virksomhedens i øvrigt trængte økonomi. TV 2 ejede derefter 20 procent af NOVA.
Den nye kanal gik i luften den 8. september 2008. Kanalens målgruppe skulle være de 25-50-årige. TV 2 producerede nyhedsudsendelserne frem til 2014, da Berlingske Media tog over. 
NOVA fik en bedre dækning end sin forgænger, idet SBS Broadcasting erstattede deres anden radiostation, Radio City, med Nova på en række frekvenser, særligt uden for Storkøbenhavn..
Den 14. december 2012 blev SBS Nordic solgt til Discovery Communications for omkring 1,7 milliarder dollars, og derved kom radiokanalen under SBS Discovery Media.
Den 25. juni 2014 fik FM5 A/S, som er ejet af SBS Discovery Media Holding Aps, forlængelse af sendetilladelsen. Det følger af programtilladelsen af kanalen nu er uafhængig af TV 2, og den indgik i november 2014 et samarbejde med BNB, Berlingske Nyhedsbureau. Det medførte udlicitering af nyhedsværter fra nyhedsbureauet til selve radiostationen.
Den 18. september 2015 vandt programmet "Go Nova" foranden gang den Gyldne mikrofon i vega, som ligger tæt på København.
Nova har nu vundet den gyldne mikrofon 3 gange.
Bauer Media Danmark, der ejer Nova FM, fik i 2022 forlænget koncessionen frem til 2030.

## Musik
Hovedsageligt spiller kanalen popmusik, men kan bevæge sig ud i andre genre, når kendskabet blandt kanalens lyttere er tilstrækkeligt stort.

## Morgenflade
NOVA har gennem stationens levetid haft forskellige morgenflader. I starten blev NOVA Morgen bestyret af en enkelt vært, men siden er det blevet relanceret som et morgenshow med flere værter. På nuværende tidspunkt (2018) hedder morgenfladen Go'Nova og udsendelsen kører alle hverdage kl. 6-9 og er en blanding af satire, musik, journalistik, konkurrencer, samt diverse indslag fra lytterne.

## Frekvenser
| Sendefrekvens | Landsdel, by eller område |
| ------------- | ------------------------- |
| 87,8          | Sydvestjylland            |
| 87.9          | Thisted                   |
| 88,6          | Aarhus                    |
| 88,8          | Tinglev                   |
| 89,3          | Sønderjylland             |
| 91,4          | Hovedstadsområdet         |
| 92,2          | Bornholm                  |
| 92,4          | Tønder                    |
| 92.5          | Randers                   |
| 93,4          | Fyn                       |
| 97,8          | Silkeborg                 |
| 98,6          | Grenaa                    |
| 98,9          | Sønderborg                |
| 99,3          | Vejle                     |
| 102,4         | Vendsyssel                |
| 103,4         | Vestjylland               |
| 103,5         | Nakskov                   |
| 103,6         | Horsens                   |
| 103,9         | Sydsjælland               |
| 104,6         | Nexø                      |
| 105,7         | Rønne                     |
| 106,0         | Nordjylland               |
| 106,2         | Aakirkeby                 |
| 106,6         | Fredericia                |
| 106,6         | Sydals                    |
| 107,0         | Hirtshals                 |
| 107,2         | Nykøbing Falster          |
| 107,4         | Allinge                   |
| 107,5         | Nordals                   |